# 11e armée (Japon)
Pour les articles homonymes, voir 11e armée.
La 11e armée (第11軍, Dai-jū-ichi gun) est une unité de l'armée impériale japonaise basée à Wuhan durant la seconde guerre sino-japonaise.

## Histoire
La 11e armée est créée le 4 juillet 1938 sous le contrôle de l'armée régionale japonaise de Chine centrale et sa mission est de conquérir et d'occuper les provinces du centre de la Chine entre le Yangzi Jiang et le fleuve jaune. Elle joue un rôle majeure à la bataille de Wuhan. En septembre 1939, elle passe sous le contrôle de la nouvelle armée expéditionnaire japonaise de Chine puis de la 6e armée régionale en septembre 1944. Elle est dissoute à Guilin dans la province du Guangxi au moment de la reddition du Japon.

## Commandement

### Commandants
|   | Nom                                | De               | À                |
| - | ---------------------------------- | ---------------- | ---------------- |
| 1 | Lieutenant-général Yasuji Okamura  | 23 juin 1938     | 9 mars 1940      |
| 2 | Lieutenant-général Waichirō Sonobe | 9 mars 1940      | 4 avril 1941     |
| 3 | Lieutenant-général Korechika Anami | 4 avril 1941     | 1er juillet 1942 |
| 4 | Lieutenant-général Osamu Tsukada   | 1er juillet 1942 | 22 décembre 1942 |
| 5 | Lieutenant-général Isamu Yokoyama  | 22 décembre 1942 | 22 novembre 1944 |
| 6 | Lieutenant-général Yoshio Kotsuki  | 22 novembre 1944 | 7 avril 1945     |
| 7 | Lieutenant-général Yukio Kasahara  | 7 avril 1945     | 15 août 1945     |

### Chef d'état-major
|   | Nom                              | De                | À                 |
| - | -------------------------------- | ----------------- | ----------------- |
| 1 | Général Teiichi Yoshimoto        | 20 juin 1938      | 31 janvier 1939   |
| 2 | Lieutenant-général Takazo Numata | 31 janvier 1939   | 1er août 1939     |
| 3 | Lieutenant-général Junsei Aoki   | 4 août 1939       | 1er mars 1941     |
| 4 | Major-général Isami Kinoshita    | 1er mars 1941     | 1er décembre 1942 |
| 5 | Major-général Kunio Osonoe       | 1er décembre 1942 | 7 février 1944    |
| 6 | Major-général Sadatake Nakayama  | 7 février 1944    | 23 avril 1945     |
| 7 | Major-général Banzo Fukutomi     | 23 avril 1945     | 15 août 1945      |